# Trichostigma octandrum
Espèce
Synonymes
- Rivina americana Raf.
- Rivina dodecandra Jacq.
- Rivina ehrenbergiana Klotzsch ex Moq.
- Rivina humilis var. scandens L.
- Rivina moritziana Klotzsch ex Moq.
- Rivina mutisii Willd. ex Schult.
- Rivina octandra L. - basionyme
- Rivina octandra var. obtusifolia Moq.
- Rivina scandens Mill.
- *Trichostigma rivinoides A. Rich.
- Villamillia octandra (L.) Benth. & Hook. f.[2]

Trichostigma octandrum est une espèce de plante à fleurs de la famille des Petiveriaceae . Il était autrefois placé parmi les  Phytolaccaceae (famille du raisin d'Amérique). D'origine néotropicale, il est connu sous les noms de liane pannier ou liane à barques en Haïti et dans les Antilles françaises. On l'appelle aussi hoopvine (Floride), black basket wythe, cooper wythe, basket wiss, basket with, ou choop with en anglais, mais encore bejuco canesta, sotacaballo et pabello en espagnol (Porto Rico). Cette plante est connue pour ses usages alimentaires, médicinaux et comme plante à fibres,.

## Description
Ressemblant fortement à la "Baies de corail", Trichostigma octandrum est un arbuste sarmenteux ou une liane ligneuse pouvant atteindre 10 mètres de large et 6 mètres de haut, avec des tiges glabres, traçantes ou grimpantes. Les tiges mesurent de 4-15 centimètres de diamètre. Les feuilles sont entières ovales limbes longues de 4-9 centimètres à apex court et glabre et portées par un long pétiole. Les fleurs sont groupées en grappes étroites longues de 5-7 centimètres. Les sépales ovales, glabres et longs de 4-6 millimètres, sont réfléchis par rapport au fruit. Les fruits sont des baies charnues, ovales, pourpres à rougeâtres, longues de  4-5 millimètres. Le pollinisateur est inconnu, mais il peut s'agir de moustiques ou d'autres insectes. La plante est disséminée par les oiseaux, qui consomment ses fruits, mais elle est aussi cultivée comme plante ornementale, comme plante à fibres ou comme médicinale.

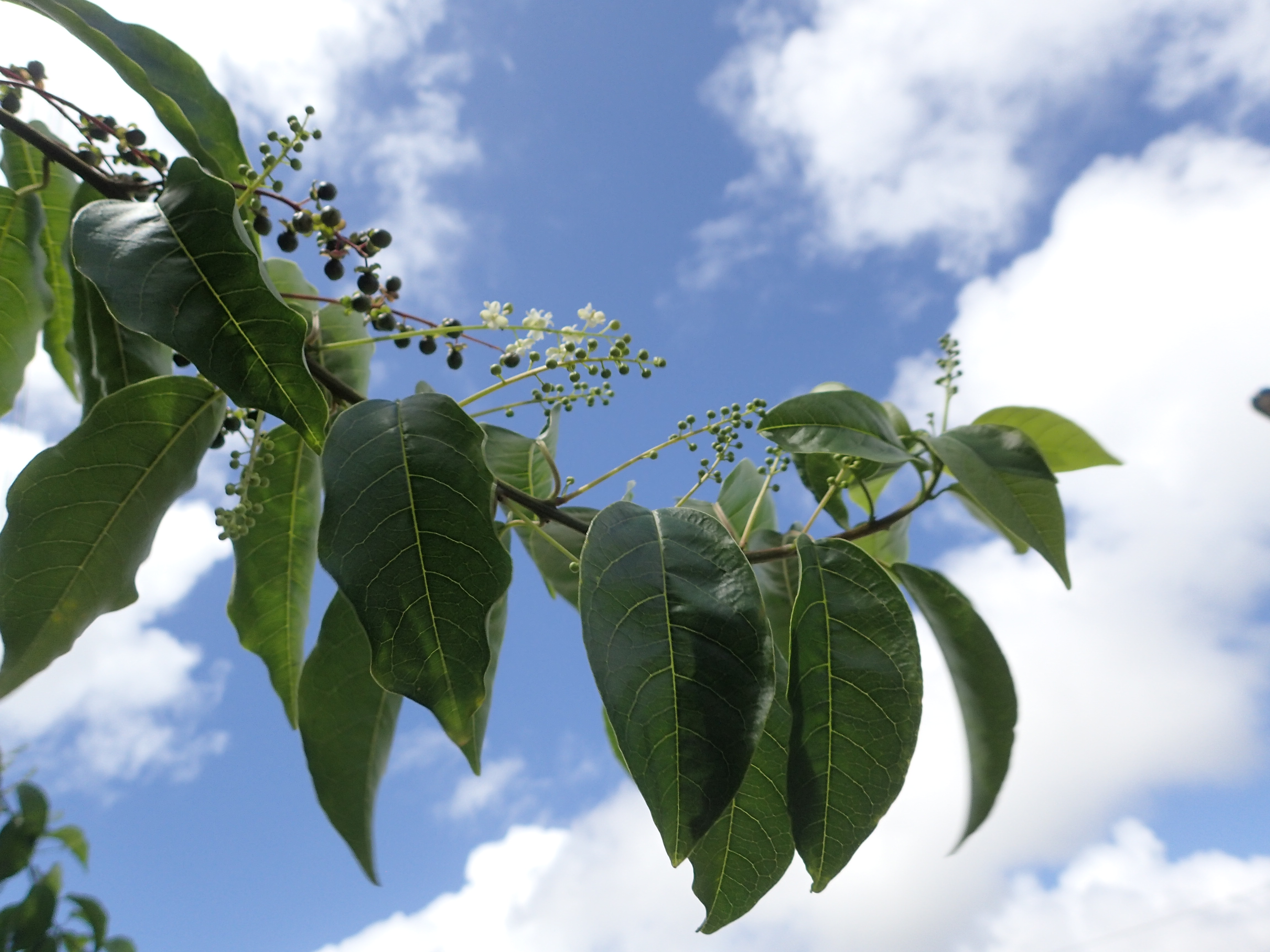
branche de Trichostigma octandrum portant des grappes de fleurs et de fruits
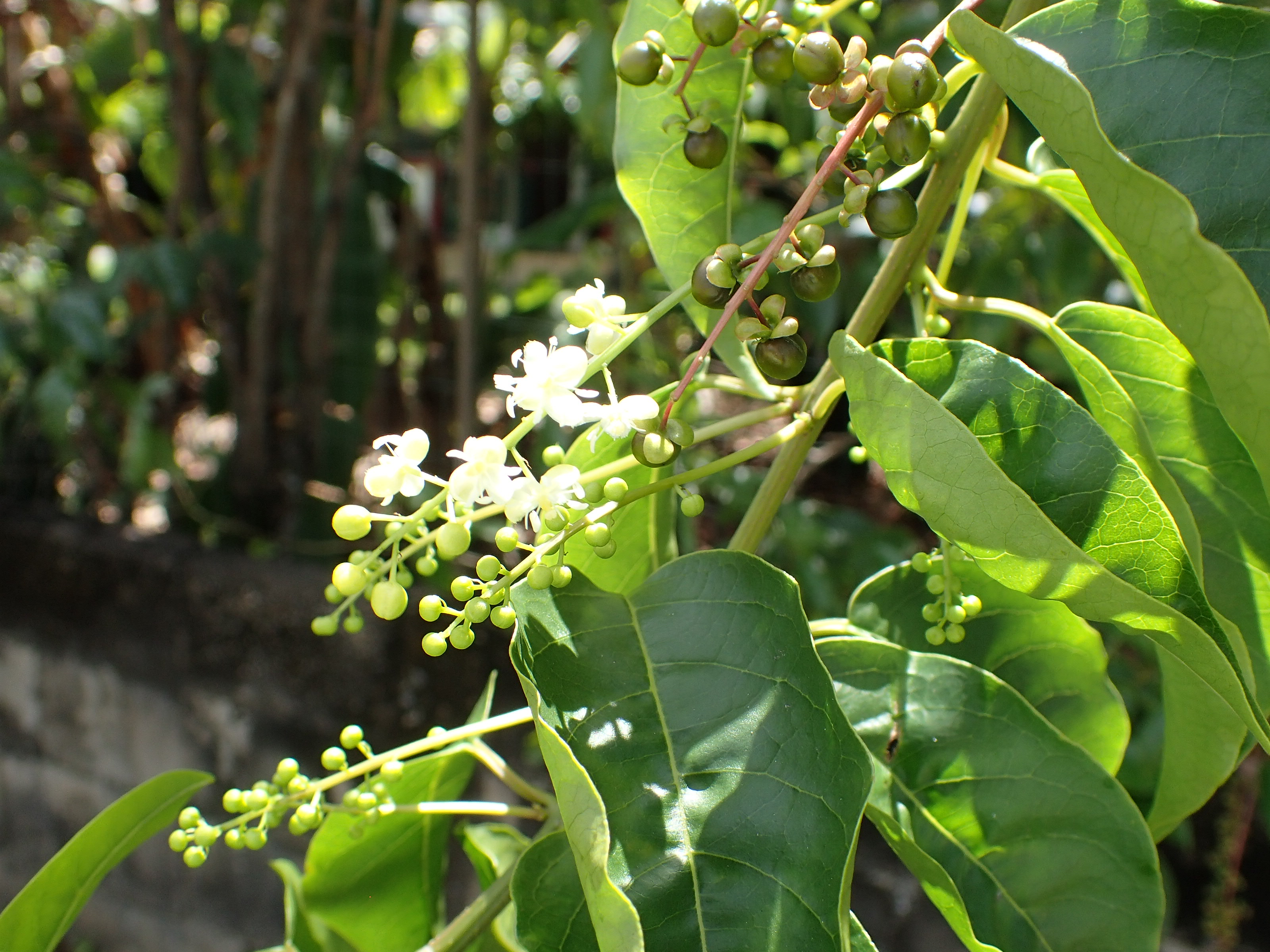
branche de Trichostigma octandrum portant des grappes de fleurs et de fruits
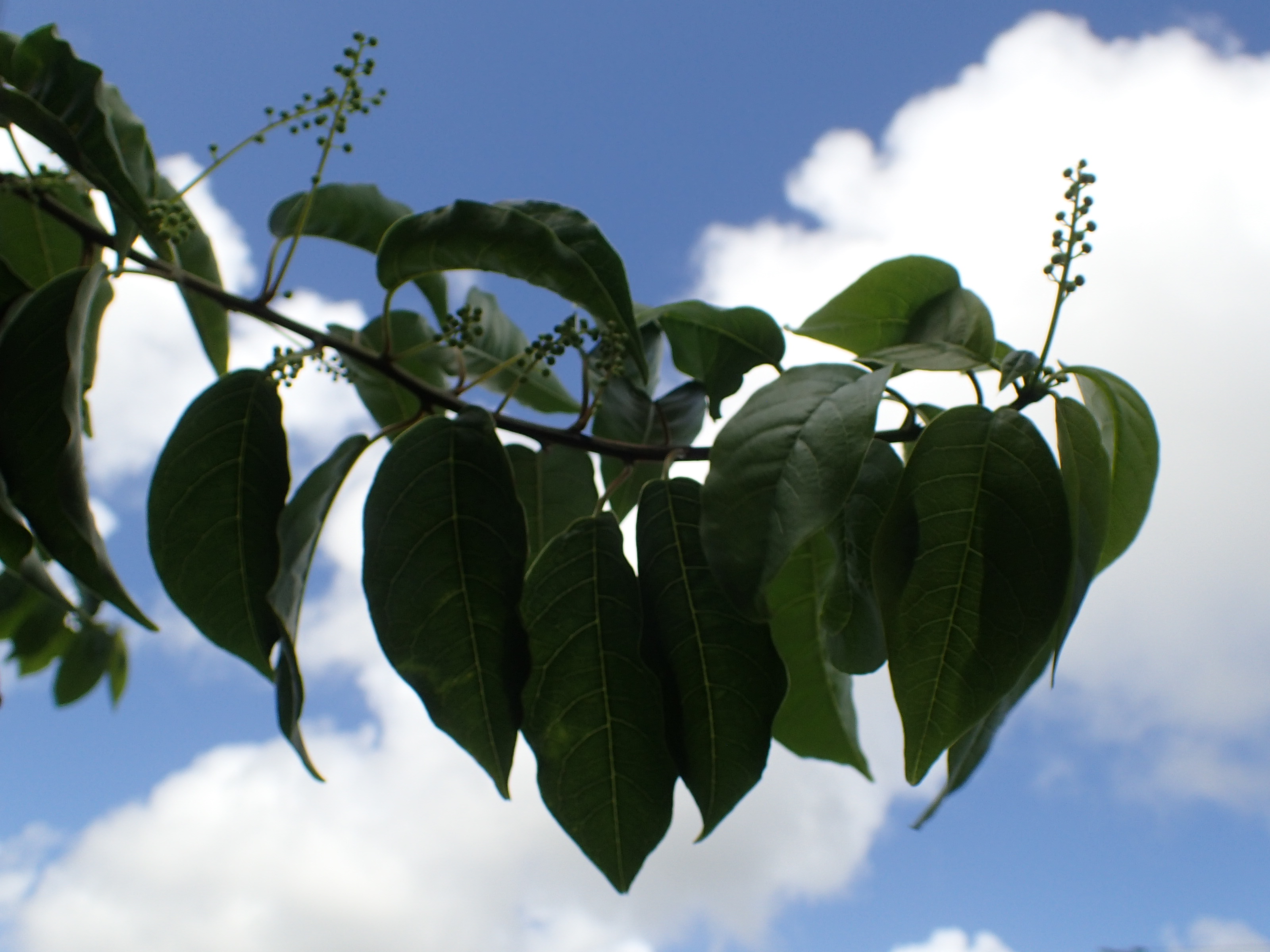
branche de Trichostigma octandrum portant des grappes de boutons floraux
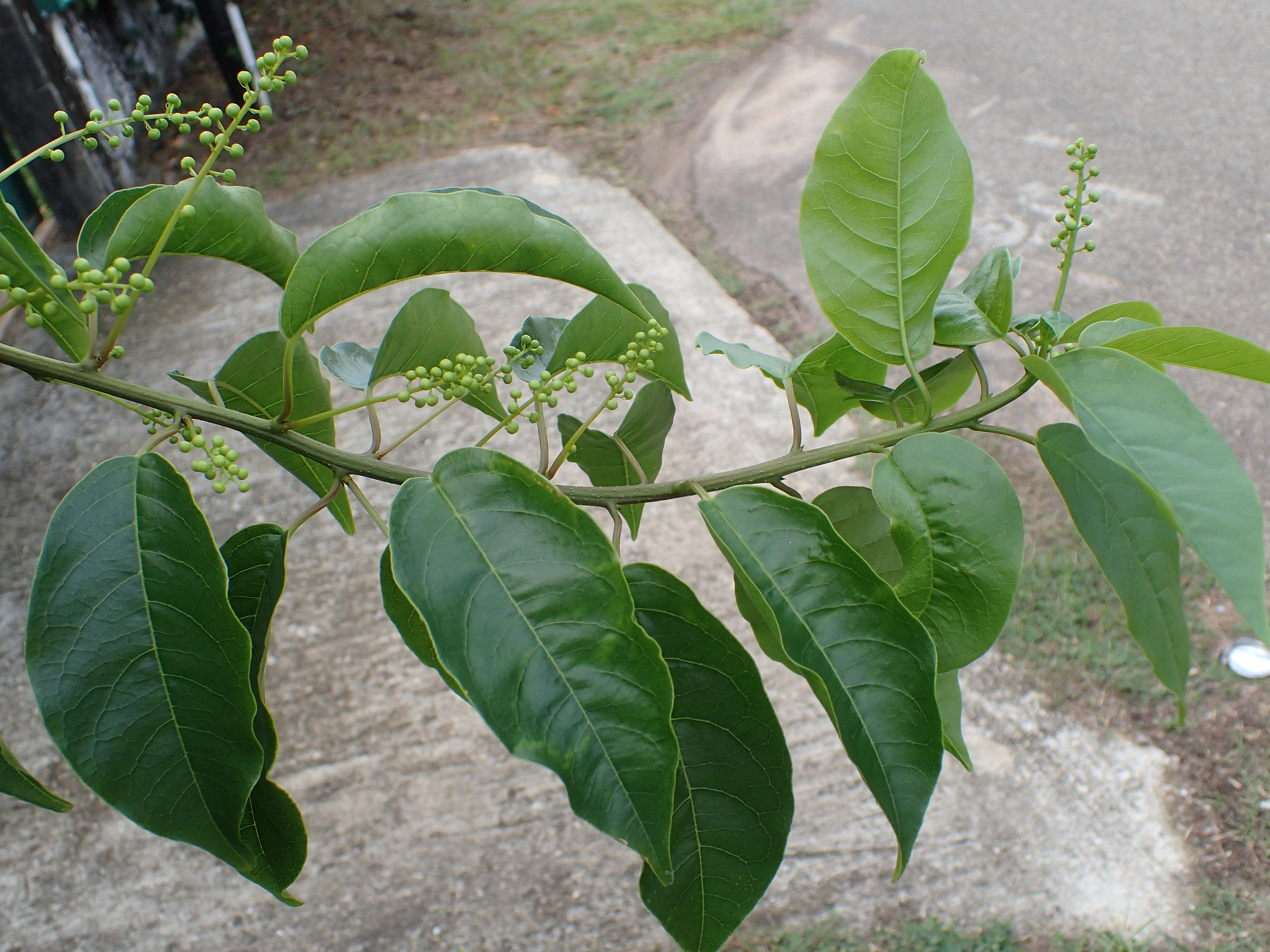
branche de Trichostigma octandrum portant des grappes de boutons floraux
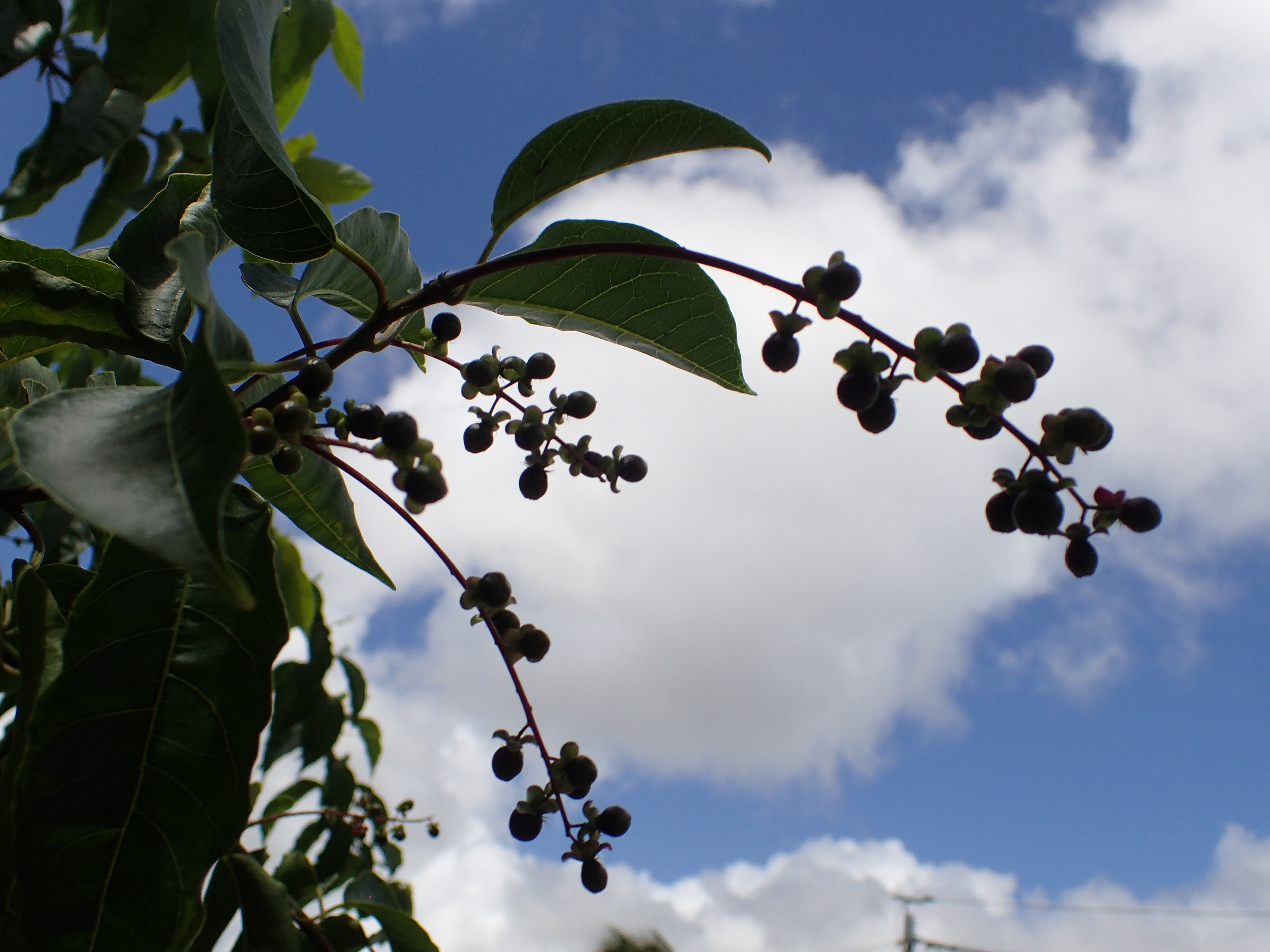
branche de Trichostigma octandrum portant des grappes de fruits
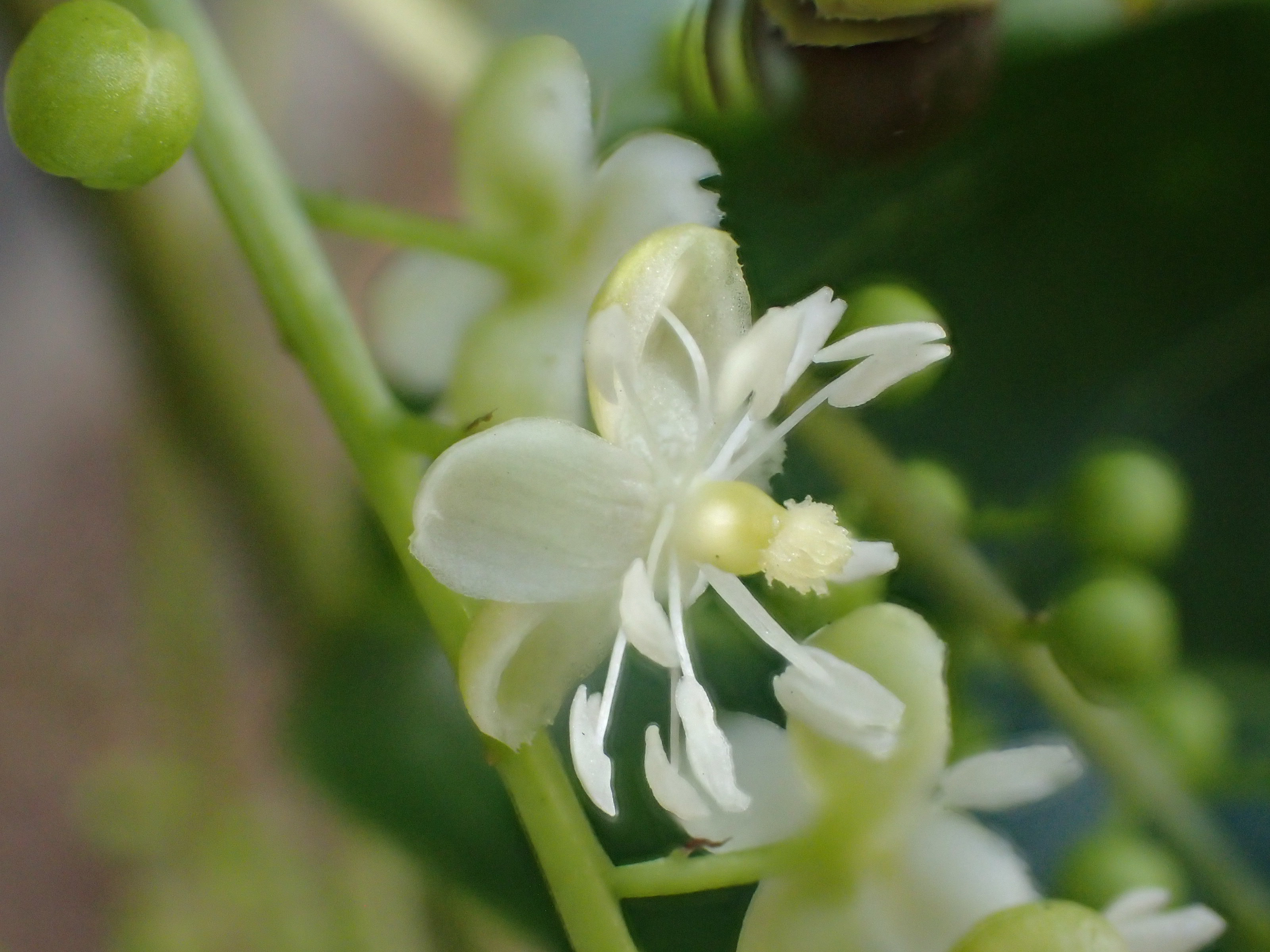
fleur de Trichostigma octandrum
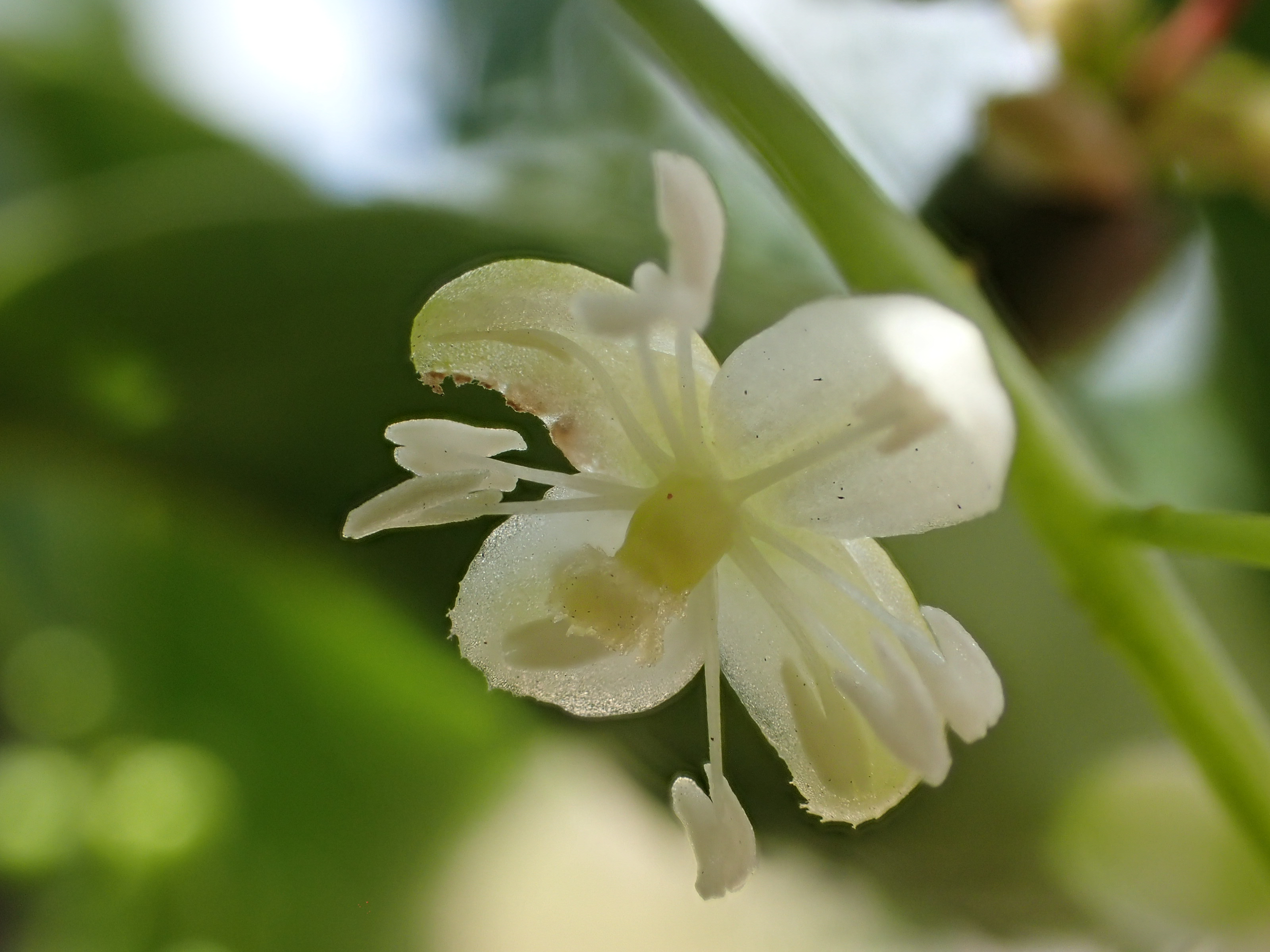
fleur de Trichostigma octandrum
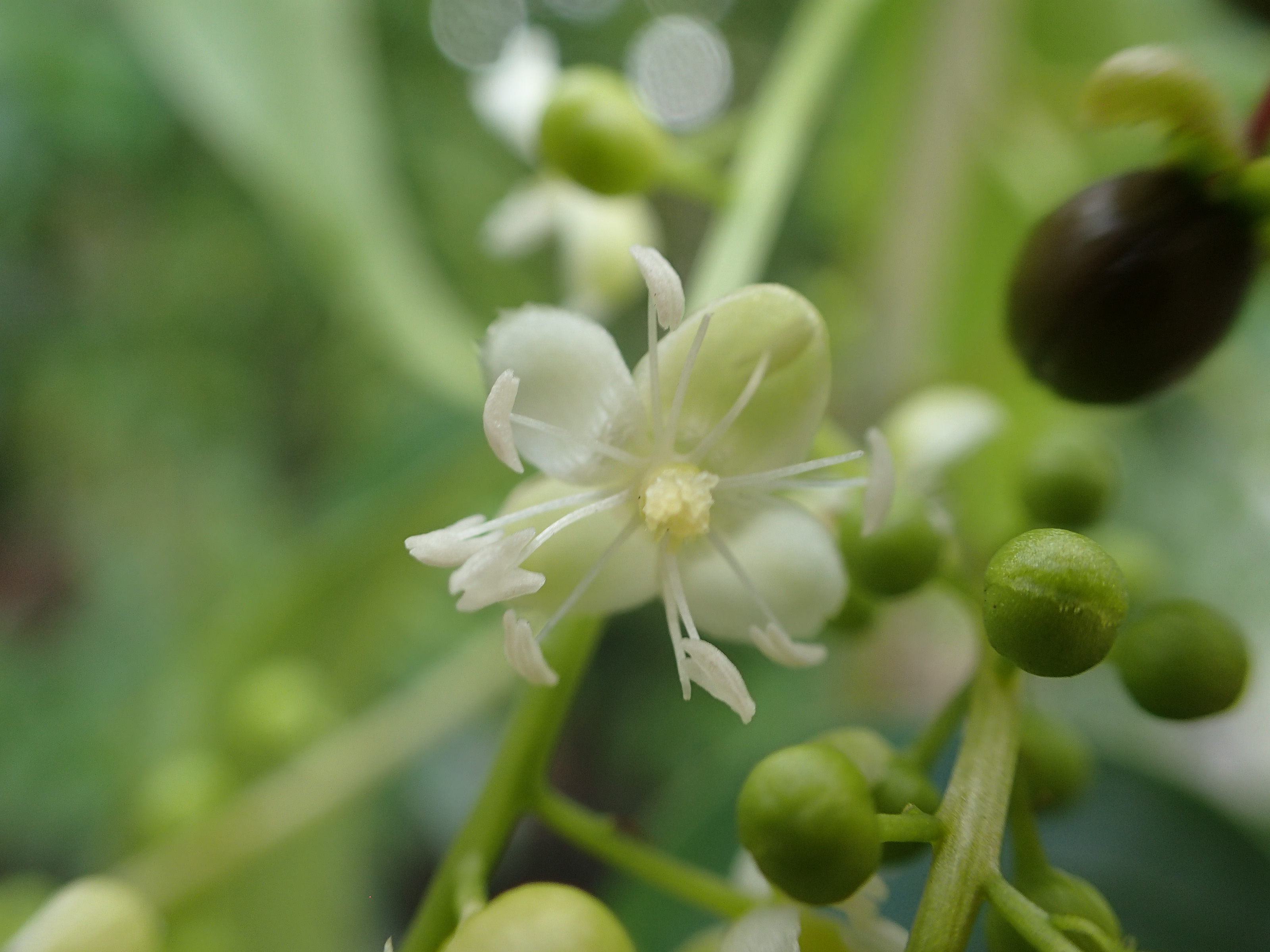
fleur de Trichostigma octandrum
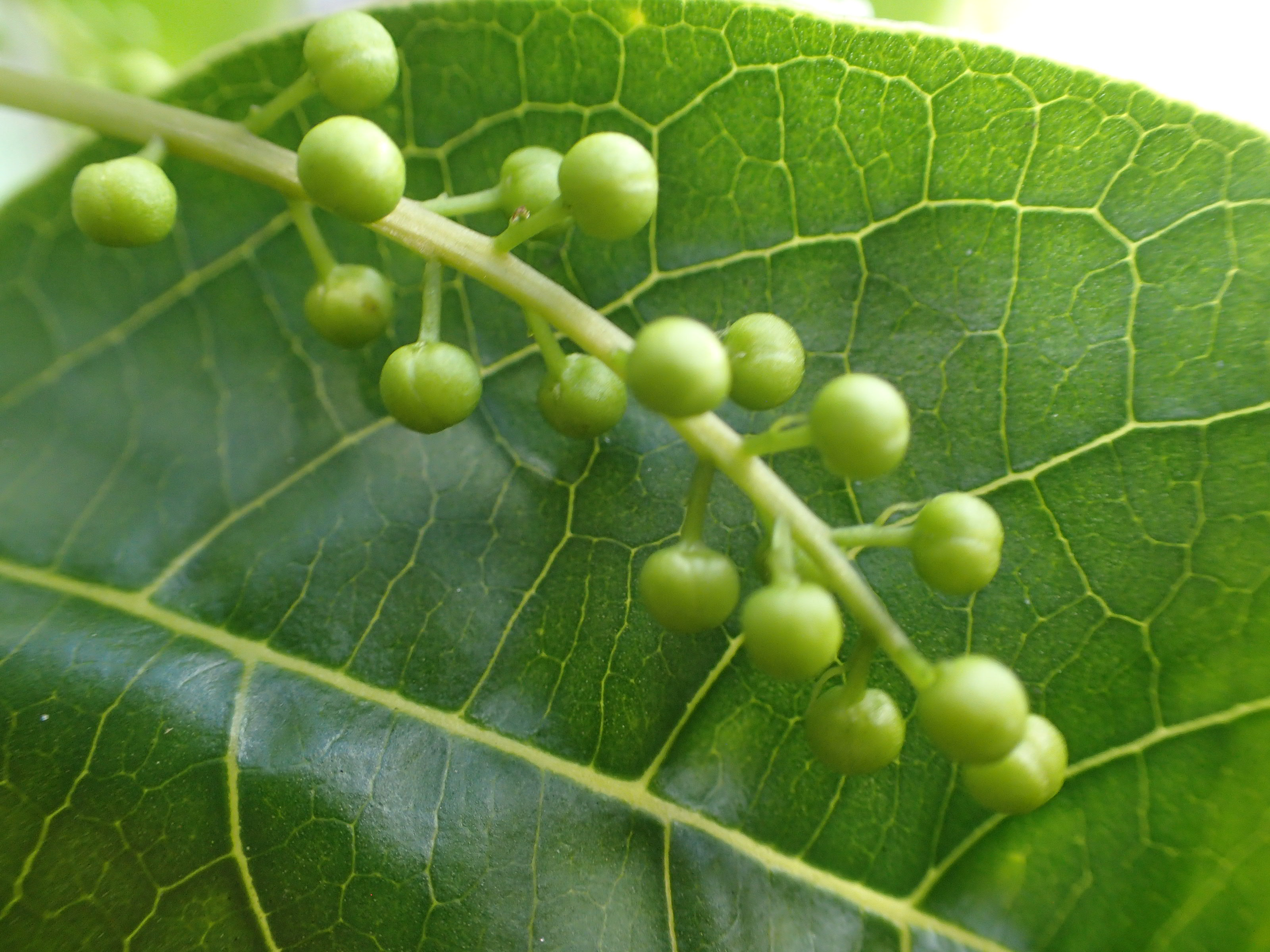
grappe de boutons floraux de Trichostigma octandrum
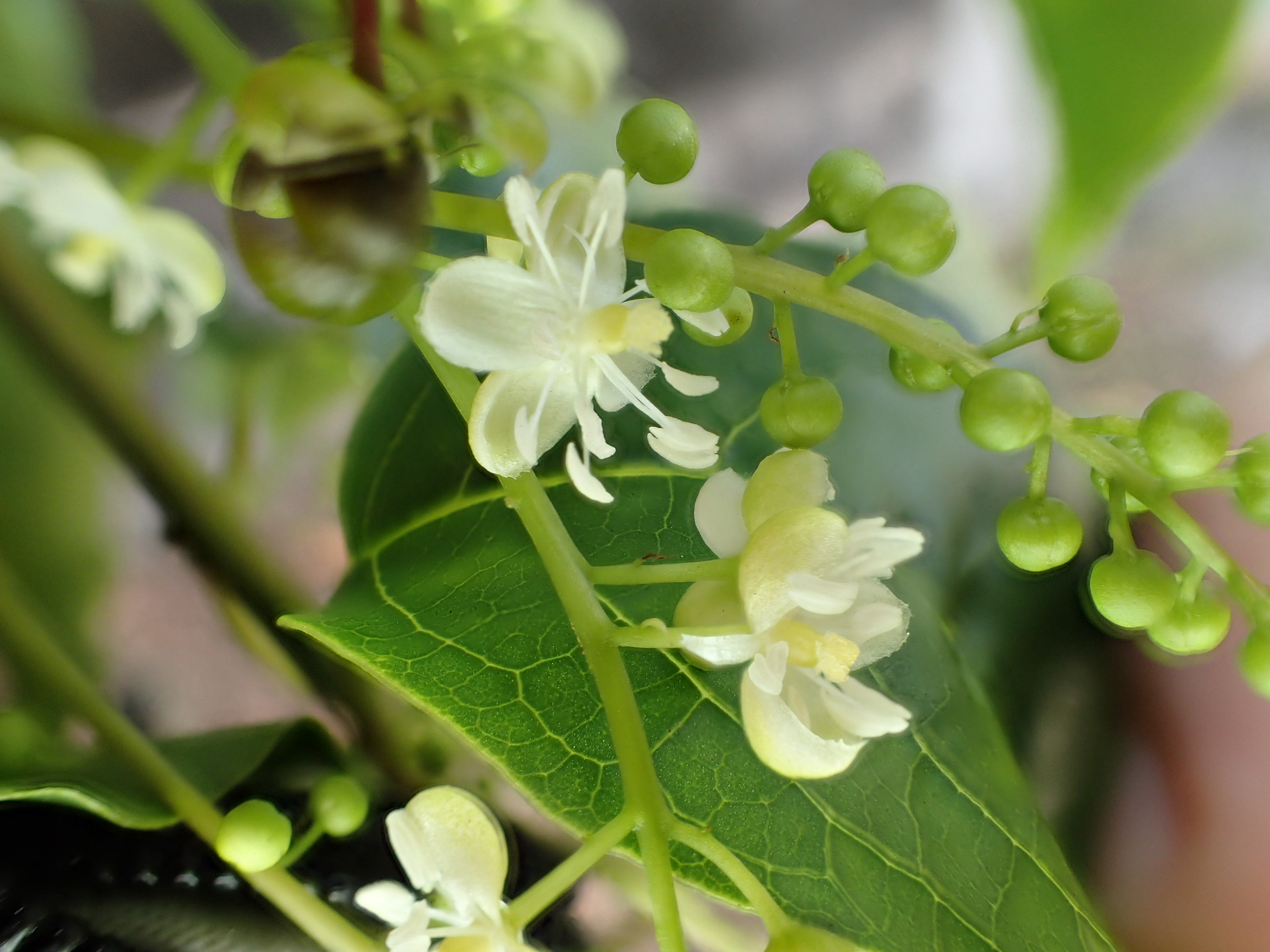
grappe de fleurs de Trichostigma octandrum
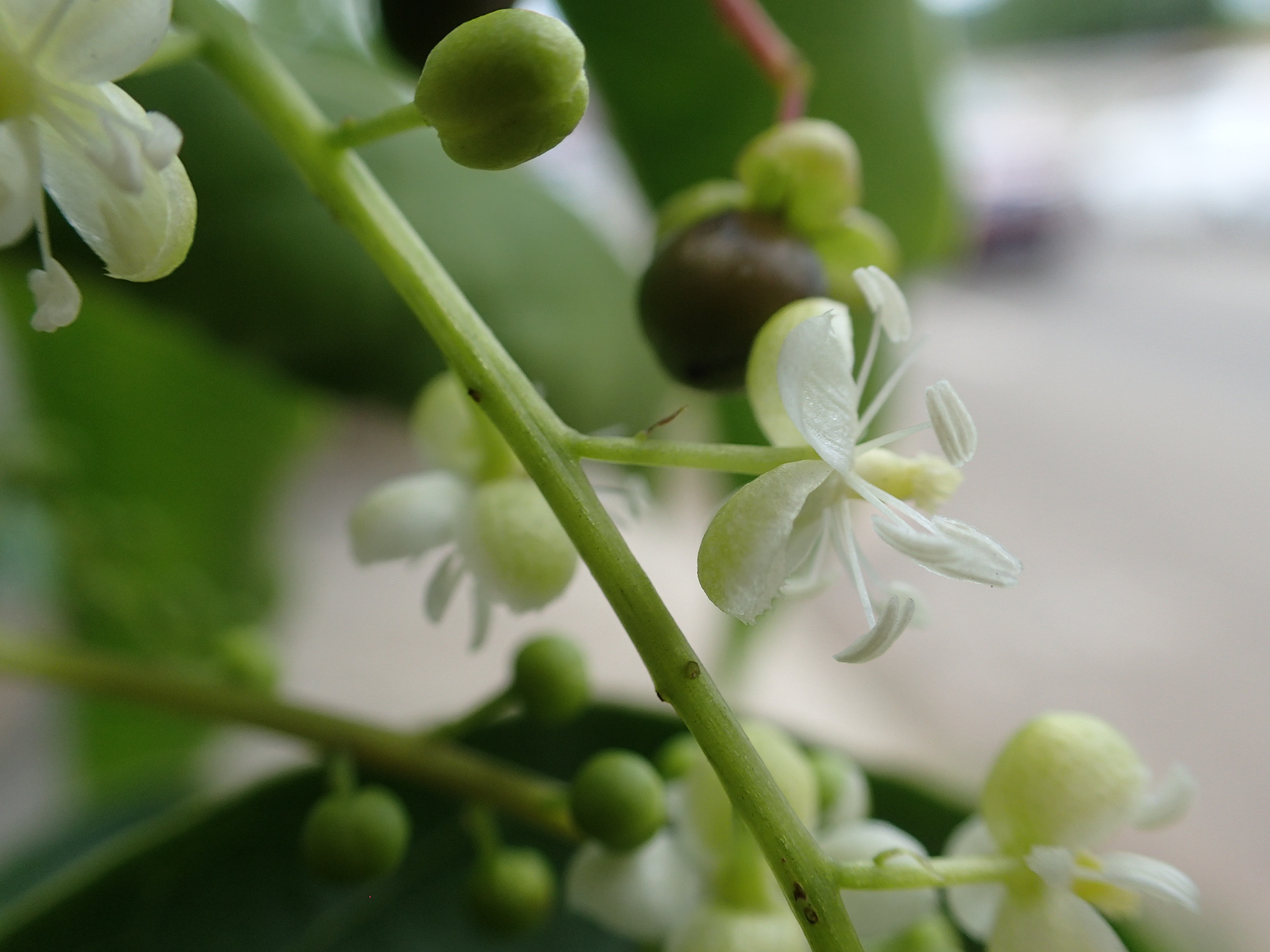
grappe de fleurs de Trichostigma octandrum
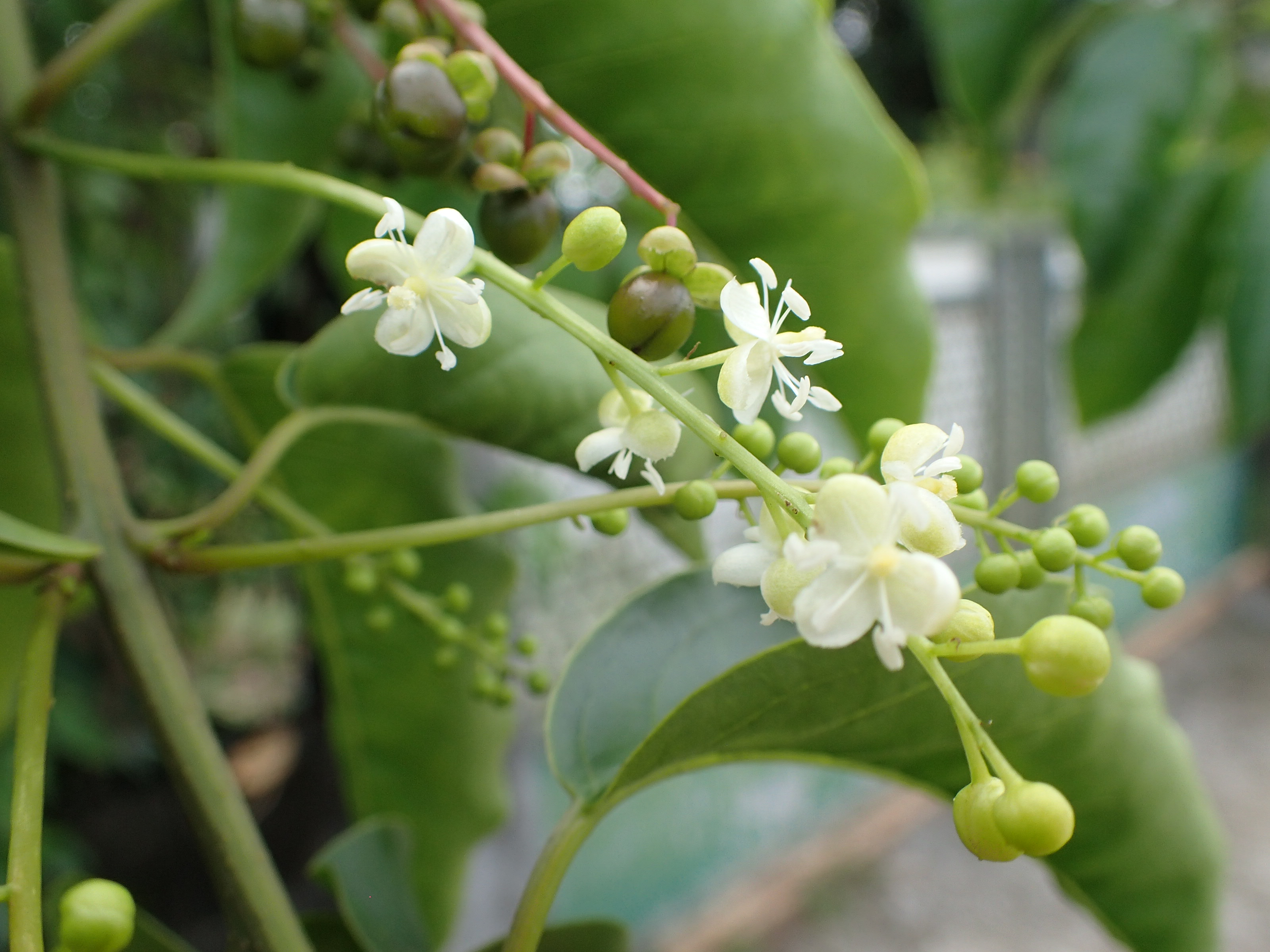
grappe de fleurs de Trichostigma octandrum
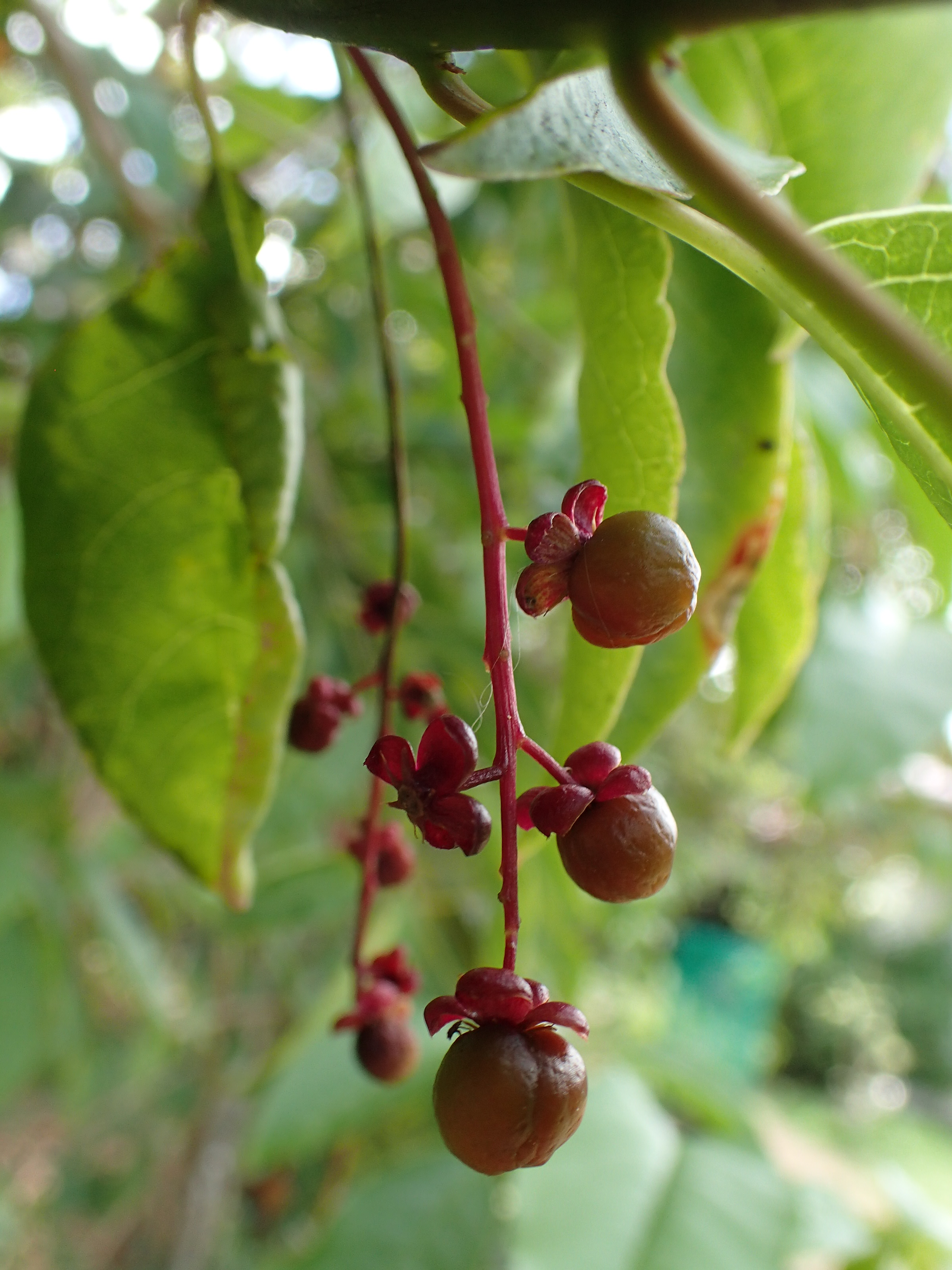
infrutescence mâture de Trichostigma octandrum

## Habitat et aire de répartition
À Porto Rico, Trichostigma octandrum pousse dans les zones agricoles et urbaines, sur les bords de routes, les haies, les friches, les pâturages broussailleux, les terrains vagues et à l'abord des cours d'eau. Cet arbuste opportuniste recouvre également les rochers et produit des formations denses de tiges enchevêtrées atteignant jusqu'à 2 m de haut dans les zones ouvertes. Il pousse sur des sols de toutes textures dans une large gamme de pH dérivés de roches ignées, métamorphiques (y compris ultramafiques) et sédimentaires (y compris calcaires). À Porto Rico, il se développe dans les zones recevant de 900 à 2500 mm de précipitations. La plante pousse également en bordure des marais tropicaux. Il est plus commun à proximité des côtes, mais on le rencontre également parfois dans les Everglades (Floride).

## Usages
Les tiges fendues et les fibres du liber ont été utilisées pour fabriquer des cerceaux, des paniers, des meubles pliés et de l'artisanat. Les jeunes feuilles peuvent être bouillies et consommées comme légume-feuille, après avoir jeté l'eau de cuisson amère. Trichostigma octandrum est aussi cultivé comme ornementale : grande et robuste elle peut être façonnée en tonnelles et en haies vives. Le jus violet des baies tache et peut servir de colorant. Les parties végétatives peuvent être utilisées pour traiter les palpitations. L'écorce réduite en poudre est parfois utilisée pour traiter le rhume et la rétention d'eau. En Colombie, on utilise les feuilles pour soigner les blessures. À Hispaniola, on en fait un thé pour soulager l'asthme ou la suffocation. Les fruits présentent également des propriétés médicinales. Les genres apparentés Petiveria et Phytolacca sont connus pour contenir de nombreux composés bioactifs.